# 小頭雷迪油鯰
小頭雷迪油鯰（学名：Rhamdiopsis microcephala)為輻鰭魚綱鯰形目鼬鯰科的其中一種，為熱帶淡水魚，分布於南美洲巴拉那河上游及聖弗朗西斯科河流域，體長可達7.8公分，棲息在底中層水域，生活習性不明。
其种加词“microcephala”意为“小头的”。